# Ortsbestimmung
Eine Ortsbestimmung, auch Lokalisierung oder Lokalisation genannt, ist allgemein die Zuordnung zu einer bestimmten räumlichen Stelle. Die Ermittlung des Ortes in Bezug zu einem definierten Fixpunkt heißt auch Verortung; die Feststellung von Koordinaten eines Bezugssystems wird Positionsbestimmung genannt. Wird nicht der eigene Standort bestimmt, sondern die Position eines fernen Objekts, so spricht man von Ortung. Dagegen heißt die bloße Feststellung der Anwesenheit eines Objekts Detektion („Entdeckung“).
Bei der Bestimmung von Orten auf der Erde wird üblicherweise die Position durch geographische Koordinaten angegeben, die sich auf die kugelförmige Erdfigur beziehen. Bei der astronomischen Ortsbestimmung wird hierfür die Lotrichtung in Bezug auf die Himmelskugel bestimmt. Bei der satellitengestützten Ortsbestimmung werden die Signale mehrerer Erdsatelliten empfangen und (für Echtzeitanwendungen standardisiert) miteinander verglichen. Ein derartiges globales Navigationssatellitensystem ist das vielgenutzte Global Positioning System (GPS); durch miniaturisierte Empfänger ist dessen Nutzung auch in Smartphones und Tabletcomputern möglich.
Elektronische Systeme zur Ortsbestimmung können auch im Innern von Gebäuden eingesetzt werden; wegen der Mehrwegeausbreitung infolge reflektierender Flächen sind hierbei messverfahrenstechnische Besonderheiten zu beachten.

## Geometrie
Die mathematischen Verfahren der Ortsbestimmung sind durch die euklidische Geometrie der ebenen Dreiecke (Trigonometrie) und der Kugeldreiecke (Sphärische Trigonometrie) definiert. Zur Ortsbestimmung bestehen folgende mathematische Tatsachen:
- Ebene Dreiecke werden durch drei Größen, davon mindestens eine Länge, eindeutig bestimmt.
- Kugeldreiecke werden durch vier Größen, davon mindestens eine Länge, eindeutig bestimmt.
- Orte auf der Ebene werden durch zwei Größen und eine Bezugsgröße sowie eine Orientierungsgröße (Drehwinkel) bestimmt.
- Orte im Raum werden durch drei Größen und eine Bezugsgröße sowie eine Orientierung bestimmt.
- Orte auf der Kugeloberfläche werden durch zwei Größen und eine Bezugsgröße sowie eine Orientierung bestimmt.
- Orte im Kugelvolumen werden durch drei Größen und eine Bezugsgröße sowie eine Orientierung bestimmt.

Die (nicht eindeutige) Bestimmung eines Ortes durch eine Linie, die durch diesen Ort geht und die sich auf eine weitere Linie, die Standlinie, bezieht, nennt man Peilung. Für die eindeutige Bestimmung eines Ortes durch Peilungen benötigt man außer der in Richtung und zwei Punkten bekannten Standlinie und der Orientierung gegenüber dieser Standlinie genau zwei Peilungen. Mehr als zwei Peilungen können die Genauigkeit verbessern.
Die (nicht eindeutige) Bestimmung eines Ortes durch eine Linie, die durch diesen Ort geht und die eine Metrik für den Abstand einschließt, nennt man Entfernung. Für die eindeutige Bestimmung eines Ortes durch Entfernungen benötigt man außer der in Richtung und zwei Punkten bekannten Standlinie und der Orientierung gegenüber dieser Standlinie genau zwei Entfernungen. Mehr als zwei Entfernungen können die Genauigkeit verbessern.

### Ort und Lage (Orientierung)
In räumlichen Bezugssystemen ist zwischen Ort (der Position im Raum) und der Lage (Orientierung im Raum) zu unterscheiden. Ein Körper kann seine Raumlage durch Verdrehung ändern, ohne seinen Ort zu ändern und umgekehrt. Das Bezugssystem erfasst beide Aspekte, sodass die vollständige räumliche Angabe eines Objekts seinen Ort und seine Orientierung erfordert.
Wird die Ortsangabe eines Objekts um seine Bewegung erweitert, sind auch die Zeiten anzugeben, zu denen die Orts- und Lagedaten gelten.
Die Verwendung der Begriffe Ort (Position durch Angabe der Koordinaten und ihrer Metrik) sowie Lage (Orientierung der Koordinaten und Lagewinkel im Raum) ist vielfach unscharf, ebenso wie bei Beschreibungen der Einmessung. So erfasst eine Peilung nicht den Ort, sondern lediglich eine Richtung (bzw. einen Winkel) zum angepeilten Ort. Eine Entfernungsmessung erfasst nicht die Lage des Objekts relativ zum Bezugspunkt, sondern nur die Strecke bis zu diesem Ort.
Die terrestrische Navigation misst für Ortsbestimmungen überwiegend nur Positionen in einem Bezugssystem, die Inertialnavigation hingegen nur die Bewegung. Die erforderlichen Integrationskonstanten zur Bestimmung von Ort und Lage können aus gemessenen Beschleunigungen und Winkelgeschwindigkeiten inertial nicht direkt ermittelt werden. Dazu benötigt man weitere Instrumente wie nordsuchende Kreisel oder hilfsweise Magnetkompass und Odometer oder auch die Ermittlung des zurückgelegten Weges aus dem Integral punktuell gemessener Geschwindigkeiten über die einzelnen gemessenen Zeiten.
- Die Bestimmung eines Ortes nennt man Ortsbestimmung oder Positionsbestimmung.
- Die Bestimmung des Ortes eines Objekts nennt man Ortung oder Lokalisierung.
- Die Änderung eines Objekts im Ort nennt man Verschiebung oder Translation.
- Die Änderung eines Objekts in der Raumlage nennt man Drehung oder Rotation.
- Die Änderung eines Objekts in Ort und Raumlage nennt man korrekt Positionierung.
- Die Bestimmung der Bewegung eines Objekts durch mehrere Orte nennt man Spur.
- Die Bestätigung eines vermuteten Ortes durch einen weiteren Messpunkt mittels Peilung heißt bestätigter Ort.

### Eigenortsbestimmung und Fremdortung
Um den Begriff Ortsbestimmung zu präzisieren, bezeichnet man
- die Bestimmung der Lage (Ort) oder Bahn (Spur) eines Objektes oder eines von einem Objekt ausgehenden Signals als Fremdortung,
- die Bestimmung des eigenen Ortes als Eigenortsbestimmung. Sie legt den Standort beispielsweise als Schnittpunkt der Standlinien fest.

Jede Ortsbestimmung wird mittels Koordinaten in einem Koordinatensystem bezeichnet oder mit anderen Beschreibungsmitteln gegenüber der Umgebung herausgehoben.

### Methoden der Ortsbestimmung
Die Methoden der Ortsbestimmung sind so vielfältig wie die Fachgebiete, die sie benötigen.
- Die Reichweite geht vom Nanobereich (Physik) über einige Zentimeter (Kartometrie), 100 km (Navigation), 30.000 km (GPS) bis zu vielen Lichtjahren in der Astronomie.
- Die Messmethoden sind vor allem Ermittlung von  Entfernungen, Winkel, Richtungen, Höhen und Laufzeiten.
- Die Koordinaten sind 1D (wie im Schienenverkehr oder bei der Odometrie), 2D (polar, geografisch), 3D (räumlich), bei Zeitreihen auch 4D.
- Die resultierende Position kann relativ sein oder absolut.

### Geodätische Ortsbestimmung
Die Ortsbestimmung im technischen Sinn der Geodäsie bedeutet die Einmessung der Position einzelner Vermessungspunkte und des Verlaufs von Grenzlinien oder Schichtlinien auf der Erdoberfläche. Als globale Rechenfläche dient das Erdellipsoid, für lokale Aufgaben ein ebenes (2D-)Koordinatensystem. Die Punktbestimmung erfolgt überwiegend durch Entfernungs- und Winkelmessung, vereinzelt auch durch spezielle Standlinien.
Dementsprechend wird durch mindestens {\displaystyle n+1} Distanzen die Eindeutigkeit von Vermessungen weiterer Punkte in einem Raum der Dimension {\displaystyle n} bestimmt. Zusätzliche Messungen verbessern die numerische Genauigkeit.

## Koordinatensysteme
Bekannte Koordinatensysteme für Ortsdarstellungen lassen sich ineinander überführen. Vorherige Vereinfachungen bei Projektionen oder Idealisierungen liefern Fehler bei solchen Transformationen.

### Planare Koordinaten (2D)
Üblich ist die Verwendung von planaren mathematischen Koordinatensystemen mit einheitlichem Bezugspunkt:
- Kartesische Koordinaten für ebene Flächen und abgeleitete, meist verschobene, Gitternetze
- Ebene Kugelkoordinaten für die Erdoberfläche und abgeleitete, auch projizierte Gitternetze

Für einen Punkt in einem zweidimensionalen ({\displaystyle n=2}) Koordinatennetz werden mindestens drei ({\displaystyle n+1}) Bestimmungsgleichungen benötigt.

### Kubische Koordinaten (3D)
Eine vollständige Beschreibung eines Punktes im Raum wird durch eine dreidimensionale Koordinatenangabe mit einem Radius (oder der Höhe), der Breite (Latitude) und der Länge (Longitude) erreicht. Für einen Punkt in einem dreidimensionalen ({\displaystyle n=3}) Koordinatennetz werden mindestens vier ({\displaystyle n+1}) Bestimmungsgleichungen benötigt.
Nicht üblich ist die technische Verwendung planarer Koordinatensysteme auf unregelmäßig gekrümmten Flächen. Dann wird zur Vereinfachung eine Approximation für eine Ebene oder Kugel verwendet.

#### Dreidimensionale Ortsangabe
- {\displaystyle x,y,z} in einem (räumlichen) Koordinatensystem bezüglich eines Nullpunktes (Maschinenraum)
- {\displaystyle X,Y,Z} im dreidimensionalen Koordinatensystem bezüglich des Erdzentrums (Satellitengeodäsie)
- Dasselbe für Himmelskörper im Sonnensystem (Himmelsmechanik, Astronomie)

### Polarkoordinaten
- Richtung und Entfernung von einem Vermessungspunkt, einer Kirche usw.
- Kurs und Distanz vom/zum nächsten Hafen
- Polarer Abstand gibt lediglich die Distanz zum Bezugspunkt an, weist aber keine Richtung aus.
- Peilungen geben zwei Richtungen an, aber keine Distanz. Die wird über den Basisabstand der Bezugspunkte ermittelt.

### Geografische, natürliche Koordinaten
- Geographische Breite und Länge, bezogen auf das System einer Landesvermessung („geodätisches Datum“ und Referenzellipsoid)
- Dasselbe in einem globalen System (bezüglich des mittleren Erdellipsoids), WGS84 oder ITRF
- Astronomische Breite und Länge (Astrogeodäsie: Messung der Richtung des natürlichen Lotes, d. h. bezüglich des Geoids)

### Mentale Festlegung
Eine mentale Orientierung erfolgt andauernd – unbewusst, intuitiv oder ausdrücklich, ob zu Fuß oder in einem Fahrzeug.
- Position bezüglich eines bekannten Objektes, wie „3 Meter rechts vom Eingangstor“
- Lage bezüglich eines bekannten Objektes, wie „dem Eingangstor zugewandt“
- Position in einem Raster (geometrisch oder mental), wie „an der 3. Kreuzung links, 4. Haus rechts“
- Position im Raum, wie „100 Meter oberhalb (hangaufwärts) der Berghütte“
- Lage im Raum, wie „auf dem Rücken liegend, Kopf hangaufwärts, Füße zur Berghütte weisend“
- Lage gegenüber der Sonne (z. B. „Sonne im Rücken“)
- Bewegung neben einem Nachbarn (gleichauf)
- Zeitlich, wie „10 Minuten zum Strand“

## Wichtige Messmethoden der Ortsbestimmung
Aus dem Vorstehenden ergibt sich von selbst die Art der in Frage kommenden Messungen.

### Ortsangabe in relativen Koordinaten
Relative Koordinaten werden auf eingegrenzten Flächen und in Räumen verwendet. Dort werden ein oder mehrere Bezugspunkte willkürlich gewählt. Einzelne bekannte Punkte, Linien, Flächen oder Räume beschreiben auch ohne exakte Koordinatenangabe ein Bezugssystem.

### Ortsbestimmung mit Indexpunkten
In der Transportlogistik ist es häufig hinreichend, eine Passage an einem Ort vorbei zu registrieren. Dann ist die Identität des Objekts zusammen mit der Zeitinformation der Passage ein Gültigkeitsdatum zu der bereits bekannten Ortsinformation des Indexpunkts. Das gilt entsprechend für das Überqueren von Linien, für das Befahren einer Fläche oder für den Aufenthalt in einem Raum.

### Standlinien als Bezugssystem und Messverfahren
In den meisten Systemen werden mehrere Messverfahren benutzt und deren Ergebnisse kombiniert. Die folgenden Nennungen beschreiben allein keine vollständigen Messverfahren.
- Durch Geradenschnitt (Kreuzpeilung, Schnitt zweier Baulinien oder Grenzen, Alignement)
- Rückwärtsschnitt
- Vorwärtsschnitt
- Durch Schnitt zweier Kreise (Bogenschnitt, Höhenwinkelmessung, örtliche Einmessung durch zwei oder mehr Sperrmaße)
- Durch Kombination von Gerade und Kreis (mit und ohne Höhendifferenz), Flughafen-Radar
- Im Hyperbelverfahren (Funknavigation, beispielsweise LORAN-C oder zwei Laufzeitmessungen)
- Als Kugelschnitt oder Hyperboloide (GPS und DGPS)

### Entfernungs-, Winkel- und Höhenmessung
Generell werden alle bekannten Modelle der Messtechnik verwendet. Wegen der großen Distanzen und der Auswirkung kleiner Winkelfehler wird vorzugsweise mit optischen und quasi-optischen (Funk-) Messmethoden für Längen und Winkel sowie mit verschiedenen Zeitmessverfahren für Zeitdifferenzen und Laufzeitdifferenzen gearbeitet. Zusätzlich werden für die Höhenmessung barometrische Modelle und für die Nordorientierung dynamisch gravimetrische und magnetische Modelle verwendet.
Beispiele für verwendete Messverfahren sind für die
- Entfernungsmessung: Maßstab, Messrad, Maßband, optische Entfernungsmessung (Scherenfernrohr, Skala eines Gefällemessers, Distanzfäden im Theodolit), EDM (Laser, Infrarot) und Laufzeitmessung
- Winkelmessung: Winkelmesser (Transporteur) oder Dreieck (3:4:5 = 30°/90°), Sextant, Peilscheibe und Diopter, Kartometrie, Messtisch, Theodolit und Tachymeter
- Richtungsmessung: Kompass oder Kreiselkompass, mit Funkpeilung, bezüglich Sonnenstand (Auf-, Untergang, Sonnenuhr) oder Polarstern, mit orientiertem Theodolit („Richtungswinkel“, bei astronomischer Orientierung Azimut)
- Höhenmessung: Barometrisch (Altimeter, Siedethermometer), Nivellement (horizontale Visuren), trigonometrische Höhenmessung (Distanz und Höhenwinkel), in der Luftfahrt Funkhöhenmesser und Doppler-Radar, Satelliten-Altimetrie
- Drehratenmessung: Pendel, Stimmgabel, Kreiselinstrument

### Astronomische, Funk- und Satellitenortung
- Astronavigation mit Sextanten (wie Mittagshöhe der Sonne, Standlinien mit Sternpaaren)
- Astronomische Längen- und Breitenbestimmung oder von Längendifferenzen und Lotabweichungen durch Winkelmessung zu Gestirnen
  - mit transportablen Instrumenten: mit Theodolit (Sterneck- oder Embacher-Methode), mit Ni2- und anderen kleinen Astrolabien oder mit Zenitkameras → siehe auch Astrogeodäsie
  - mit fest aufgestellten Instrumenten: Universal-, Meridian- bzw. Passageninstrument, Zenitteleskop oder PZT, Radioteleskop → siehe Astrometrie und VLBI
- Sichtnavigation – durch Augenschein oder mit Karten-Gelände-Vergleich, Sichtflug
- Koppelnavigation
- Terrestrische Navigation – durch Einmessung von Fixpunkten, Landmarken usw.
- Funknavigation (Funkfeuer NDB, VOR oder HiFix, Langstreckennavigation mit LORAN, Decca, Omega usw.) → siehe Funkfeuer und Hyperbelnavigation
- Satellitenortung/Satellitennavigation: GPS (Global Positioning System) und das russische GLONASS, künftiges Galileo-System, SLR (SatellitenLaser), Satellitenaltimetrie, Satellitentriangulation.

### Ortsbestimmung beim natürlichen Hören und beim Stereohören
Die Bestimmung der Richtung eines gehörten Objekts nennt man in Fachkreisen Lokalisation. Wir lokalisieren durch natürliches Hören die Schallquelle und bei der Wiedergabe der Lautsprecherstereofonie lokalisieren wir die Phantomschallquelle, was mit Richtungslokalisation bezeichnet wird. Diese gehörte Lokalisation ist keine Ortung in der üblichen Begrifflichkeit.

### Geodätische Messmethoden
- Lateration, Abstand des Zielobjekts ist durch optische Messung über eine Laufzeit erfasst und Distanznetze (Trilateration)
- Angulation: Position des Zielobjekts ist durch die Winkel mindestens zweier Fixpunkte zum Objekt gegeben und Vermessungsnetze (Triangulation)
- Polarmethode (bis etwa 500 m)
- Polygonzug (je Messpunkt etwa 100 m)
- Methode der freien Stationierung (mittels identischer, 2- bis 3-fach eingemessener Punkte)

### Sonstige Verfahren
- Terrestrische Navigation, nautische Verfahren: Fahrtmessung (Loggen) und Koppelnavigation (Addition von Wegstücken), Lotung (Tiefenmessung) in Küstennähe, kontrollierte Steuerung im Fahrwasser (mit Baken, Tonnen, Leuchttürme), Meilenlaufen (Teststrecken), Deckpeilung vor der Hafeneinfahrt
- Straßen- und Flugnavigation (siehe dort), Ortung entlang Luftstraßen und Flugrouten, Odometer und digitale Straßenkarten, DGPS, Radar- und Inertialnavigation
- Schätzung: Auch ohne Instrumente sind relative Ortsbestimmungen auf 1–10 Prozent der zurückgelegten Distanz möglich: Winkel mit Daumensprung oder Handspanne, Entfernung durch Abschreiten oder Fuß (Schuhgröße), Schätzung von Intervallen, Schätzung der Gehzeit usw.
Die Höhenschätzung erfordert allerdings weitere Hilfsmaße (Hauskante, Horizont oder Wasserflasche, Lotschnur, Schätzung der Straßensteigung usw.).
- Meteorologische Navigation
- Echoortung
- In der Geophysik: Felsmutung, die Ortsfeststellung von Gestein im Gegensatz zur Lage, dem Verlauf der Gesteinseinheit

## Kompakte Lösungen
Für industriellen Bedarf und in Dienstleistungsprozessen werden kompakte Lösungen benötigt, die auch unter Sichtbeschränkungen hinreichende Ergebnisse liefern. Dazu gehören Systeme wie
- radiofrequente Identifizierung (RFID) an Indexpunkten,
- radiofrequente Bestimmung des Ortes im Sichtabstand.

### Funketiketten (RFID)
Im Zusammenhang mit dem Einsatz von passiver RFID-Technik wird oft über die Möglichkeit geschrieben, sie sei zur Ortsbestimmung oder Lokalisierung geeignet (siehe Suchmaschinen-Ergebnisse der Wortkombination „RFID + Ortsbestimmung“). Insoweit würde jedes Lesegerät eine Ortung von RFID-Transpondern ermöglichen. Grundsätzlich ist es jedoch – wie der Name Radio Frequency Identification besagt – nur ein Mittel zur Identifizierung durch Radiosignale. Eine Lokalisierung kann daher nur mittelbar durch die momentanen Ort eines RFID-Lesegeräts erfolgen, und auch da nur im Nahbereich einiger Meter.
Technisch wird dies bei kurzer Reichweite des Signals und hinreichender Trennschärfe einer Pulklesung von RFID-Tags als Engpass-Lokalisierung oder i-Punkt-Lokalisierung (engl. choke point locating) bezeichnet. Ohne diese kurzzeitige Koinzidenz von Lesegerät und RFID-Tag (Kennzeichen) wären präzise Aussagen über Identität, Zeit und Ort nicht möglich.

### Dynamische Lösungen (RTLS)
Durch Weiterentwicklung der RFID-Technik zu RTLS Real-Time Locating System wären genäherte Ortungen möglich, wenn eine Distanzschätzung zwischen Sender und Empfänger(n) gelingt. Infrage kommen Methoden der Pegelmessung, der Fehlerbewertung oder der Laufzeitmessung. Die technische Anwendbarkeit wird aber durch den Störpegel anderer Sender, Mehrwegeausbreitung, Mehrfachreflexionen und die Dämpfung beim Durchgang durch dielektrische Massen stark eingeschränkt. Betriebliche Anwendungen sind bisher nur vereinzelt anzutreffen, andere Interessenlagen noch gering.

### Personenortungsanlagen
Für Personen gibt es aktive RFID-Transponder (Sendeanlagen, zumeist in Kleidung getragen oder eingenäht). In Verbindung mit der Infrastruktur einer Personenortungsanlage dienen sie dem Schutz gefährdeter Personen oder der Verbesserung von Prozessen, die von Personen ausgeführt werden.
Eine zeitweise Zuordnung eines gekennzeichneten Gegenstandes zu einer Person lokalisiert mangels Identifizierung der Person ebendiese noch nicht. Gegenteilige Beschreibungen gehören in die Kategorien der laienhaften Falschaussagen oder der intentionellen Falschdeutung. Allein schon das Herstellen eines Zusammenhangs der Begriffe RFID und Ortsbestimmung ändert die durch die Physik bestimmten technischen Möglichkeiten nicht. Hingegen wird der RFID-Technik eine Brisanz zugedeutet, die allein durch deren technische Leistung nicht begründet wird.
Radiofrequente aktive Sender lösen beispielsweise bei Verlassen von Pflegeeinrichtungen durch den Betreuten ein Signal aus. Es ist nicht bei allen Überwachungstechniken möglich, Sender unter die Haut einzubauen, da das Sendesignal teilweise durch den Wassergehalt der Haut geschwächt wird. Eine passive Personenüberwachung durch subkutan implantierte RFID-Chips ist jedoch möglich.

#### Zulässigkeit
Sämtliche Lösungen dieser Art bedürfen der Zustimmung der Beteiligten oder Betroffenen oder ihrer gesetzlichen Vertreter. Umstritten ist die Zulässigkeit der Ortung von Personen, die unter curativer oder rechtlicher Betreuung stehen. Das Abwägen von Schutz- und Kontrollinteressen gegenüber dem informationellen Selbstbestimmungsrecht ist am einfachsten durch willentliche Zustimmung des Trägers zu sichern. In allen anderen Fällen soll eine neutrale oder eine autorisierte Instanz die entsprechenden Entscheidungen fällen.
Die Auffassung der Vormundschaftsgerichte zur Zulässigkeit und Genehmigungsbedürftigkeit als freiheitsentziehende Maßnahme (§ 1906 BGB) ist unterschiedlich. Bejaht wurde diese Frage durch AG Hannover, BtPrax 1992, 113; AG Bielefeld, BtPrax 1996, 232; AG Stuttgart-Bad Cannstatt FamRZ 1997, 704. In einer neuen Entscheidung spricht sich das OLG Brandenburg gegen die Genehmigungspflicht des Senderchips als solchen aus: Genehmigungspflichtig sei es, wenn klar sei, dass tatsächlich freiheitsbeschränkende Maßnahmen in der Einrichtung getroffen werden (OLG Brandenburg FamRZ 2006, 1481).
Die offene politische Diskussion zu diesem Thema hinkt in Deutschland weit hinter dem gesellschaftlichen Diskurs in Nachbarländern hinterher. In Österreich ist die Verwendung von kleinen Transpondern an allen Liftanlagen üblich. In den USA wird zunehmend jeder Patient im Krankenhaus mit einem Transponder gekennzeichnet. Die Vorteile zur Sicherheit für Betrieb, Behandlung und Rettung sind vielfältig.

### Geräteortungsanlagen
Es gibt Transponder (Sendeanlagen, zumeist versteckt angebracht) für Geräte. Diese funktionieren in Verbindung mit der Infrastruktur einer Geräteortungsanlage für den Diebstahlschutz.
Die Sender lösen bei Entfernen beispielsweise von Geräten aus dem zulässigen Verwendungsbereich durch missbräuchlichen Transport (Diebstahl, unerlaubte Leihe, unbezahlter Kauf, sachfremde Verbringung) ein Signal aus. Es ist unmöglich, Sender unter Metalloberflächen einzubauen, da das Sendesignal durch die Metallschicht geschwächt wird.

## Algorithmen zur Ortsbestimmung
- Proximity Sensing: Das Verfahren beruht auf der einfachen Idee mehrerer verteilter Empfänger, deren Positionen bekannt sind. Die Position des zu ortenden Objekts ist dann annähernd dieselbe wie die Koordinaten der nächststehenden Empfangsantenne. Dieses Verfahren bildet die Grundlage der Positionierung aller zellenbasierten Systeme, die standortbezogene Dienste anbieten, wie z. B. Mobilfunk, GSM und UMTS.
- (Zirkuläre/hyperbolische) Trilateration: Approximation der Koordinaten des Zielobjekts durch Vergleich der Signallaufzeiten beim Endgerät, gegeben mehrere Sender. Im 2D-Raum benötigt man zur eindeutigen Positionsbestimmung drei Signalgeber, im 3D-Raum sind mindestens vier Sender nötig, um die Position exakt berechnen zu können. Dieses Verfahren wird von Satellitennavigationssystemen wie GPS und Galileo eingesetzt.
- Dead Reckoning (Koppelnavigation): Sind Anfangskoordinaten des eigenen Fahrzeugs (Schiff, Flugzeug) bekannt, kann mit Geschwindigkeit und Bewegungsrichtung (Kurs) die Position zu jedem Zeitpunkt ermittelt werden. Verwendung in Systemen mit mobilen Endgeräten, die permanent ihre Position ändern (Flugüberwachung, OBU2, GIS-Messfahrzeuge)
- Komplexe geodätische Software:
  - Netzausgleichung, Fehlerfortpflanzung, Absteckung, GIS-Module
  - Analytische Fotogrammetrie, Bündelblockausgleichung
  - Überbestimmung und Kombination der obigen Methoden erlaubt Aussagen zu Genauigkeit und Zuverlässigkeit (siehe auch Netz (Geodäsie))